# 兵六餅

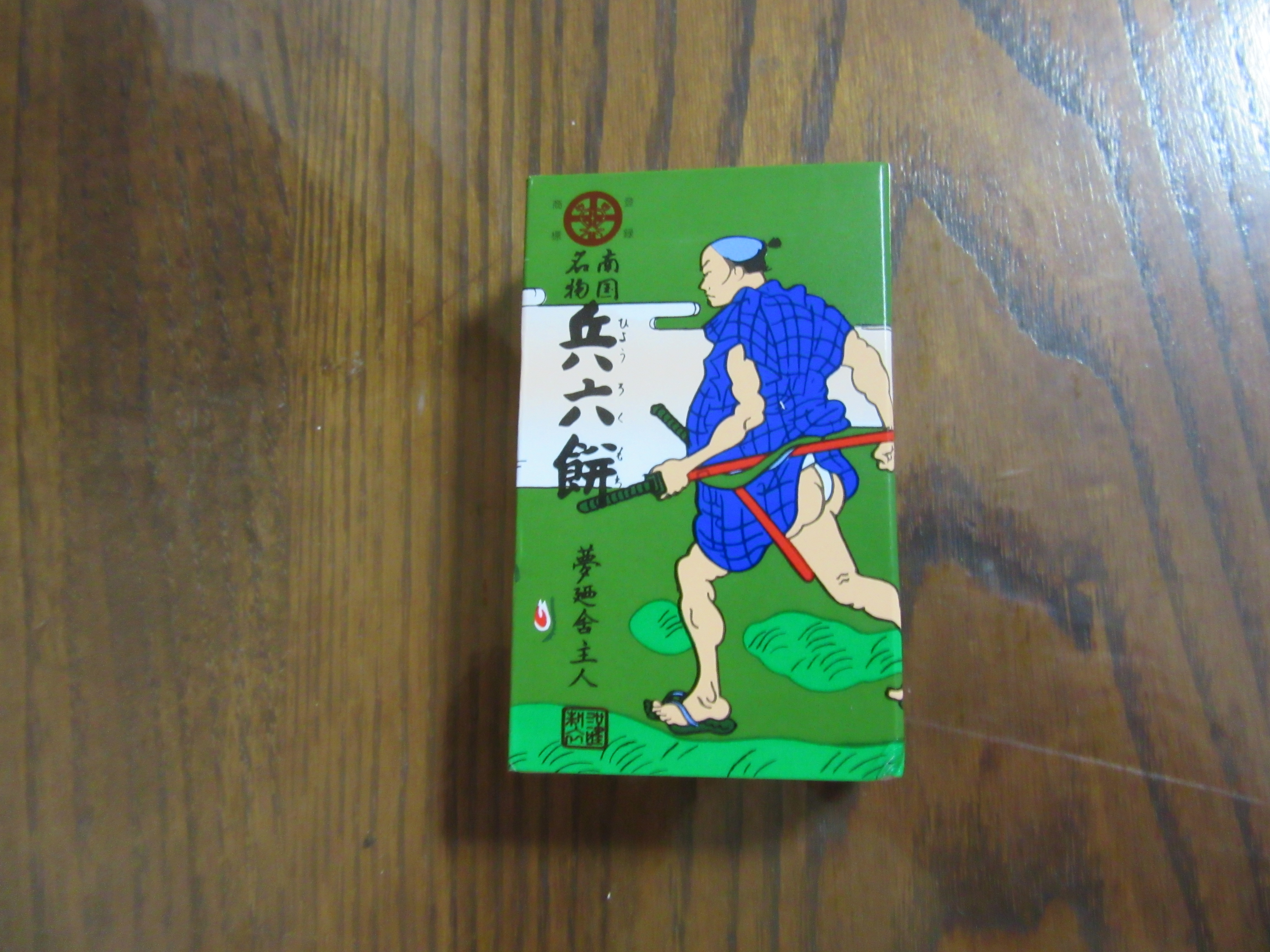
兵六餅のパッケージ

兵六餅（ひょうろくもち）は、鹿児島県鹿児島市に本社を置くセイカ食品が製造、販売し、商標登録している飴菓子である。

## 概要
セイカ食品が製造する代表商品「ボンタンアメ」同様、佐賀県と熊本県産のもち米「ヒヨクモチ」の玄米を工場で精米、研米、製粉して10度以下の冷水に一晩浸し寒ざらしにしたものを使用した餅に白餡、麦芽糖、水飴を練り込み、海苔粉、鹿児島県産茶葉を使用した抹茶、きな粉を添加した柔らかな求肥飴である。原料は全て植物性で、それらを約1時間半じっくりと蒸気釜で練り上げ製造される。
キャラメルのように一口サイズの直方体に切り、馬鈴薯（）や甘薯（）のデンプンでできているシートの軟質オブラートでひとつずつ包んでいるため、包み紙を剥がさず食べられる。米粉は時間がたつと硬化する性質があるが、デンプンに対し糖分の比率が高く、通常の求肥以上に日持ちする。もち米でできているため粘り気が強すぎて、そのまま詰めると箱の中でアメ同士がくっついたり、包み紙にくっついて剥がせなくなるためオブラートに包まれているが、オブラートは口溶けよく改良されており、2021年（令和3年）時点ではオブラート工場も日本全国に3ヵ所だけになっているが、今やオブラートがあってこその商品で変わらないことが支持されているため、伝統の粘りある食感を守るため使用され続けている。
鹿児島県に古くから伝わる『大石兵六夢物語』に因み、物語の世界観を味で表現しようと創られた菓子で、食感は弾力がありながらも柔らかくもちもちしており、セイカ食品も何の味かと尋ねられたら「きなこのりまっちゃ味」と答えるようにしているほど、その味付けと風味は他に類のない得もいわれぬ味で、大石兵六夢物語同様、噛めば噛むほど味わい深い。兵六餅は、多少温め醤油を付けて食べられたりもする。菓子の分類上はボンタンアメ同様、キャンディー、ソフトキャンディー、キャラメルなど様々なジャンルで取扱われているが、おやつ、お土産、贈答品として鹿児島県を代表する長年愛されてきた郷土菓子の銘菓となっている。
現在の一般的なものは、ポケットサイズ一箱に14粒入りで包装されている。鹿児島県内を中心に九州の駄菓子屋、小売店、キヨスクなどで売られている他、日本全国のダイエー、イオングループ各店などでも販売されており、小田急系列odakyu OXや一部駅ホームでも普通サイズが販売されている。また、鹿児島県で土産用菓子を取り扱っている店や、東京等にある鹿児島県のアンテナショップでは、8粒入りの箱が4個詰、もしくは6個詰で大きな箱に入った特大サイズも販売されており、8粒入りが5箱入った手さげ袋タイプも販売されている。また、ダイソーや小売店などでは、4粒入りの箱も販売されている。また、手さげ袋状タイプ付属のおまけや試供品などに使用される2粒入りの小さなものもある。
姉妹品であるボンタンアメやさつまいもキャラメルと一緒に、3種類詰め合わせセットの「トリオ」や、各々8粒入りの箱での3種類詰め合わせセット「ミニトリオ」も販売されているほか、鹿児島県限定の詰め合わせセットとして2016年（平成28年）11月から販売されている「薩摩六菓撰」や2022年（令和4年）10月から販売されている「薩摩五菓撰」にも入っている。2022年（令和4年）10月からは、ボンタンアメやさつまいもキャラメルと一緒に8粒入り各5箱入りの鹿児島県限定詰め合わせセット「かごしま味めぐり」にも入っている。「トリオ」は、敬老の日用に高齢者の男女と子供の男女がデザインされ感謝の言葉が添えられたパッケージの「敬老の日ミニトリオ」のほか、NHK大河ドラマ『西郷どん』が放送される前年の2017年（平成29年）からは、可愛らしくデフォルメされた西郷隆盛とその愛犬ツンがデザインされた「西郷さんミニトリオ」としても販売され、2019年（令和元年）からは鹿児島のご当地キャラクターであるぐりぶーに加え、その妻と7匹の子も含めた家族全員がデザインされた「ぐりぶーミニトリオ」としても、数量限定で販売されている。2015年（平成27年）には、ボンタンアメ、さくら餅アメと一緒に詰め合わせセットで「九州新幹線全線開通記念」パッケージとしても販売されており、2012年（平成24年）には更にリンゴアメも加えた詰め合わせで「新青森～鹿児島中央間新幹線全線開通1周年記念」パッケージとしても販売されていた。
鹿児島県出身のタレント・大原優乃も、好きな食べ物は梅干しと兵六餅と語るほど、鹿児島県では取扱店が多い。印象的でレトロなパッケージの商品として、鹿児島県内外を問わず親しまれてきた兵六餅だが、昨今では郷土菓子という古めかしい印象からか、鹿児島県でも兵六餅の存在を知らない若年たちがいる状況なため、起死回生策としてデザインやイラストが好きな者に向け兵六餅の認知度向上や興味の喚起を図る目的で、2019年（令和元年）11月15日午後5時から12月29日午後11時59分の期間中、セイカ食品はピクシブが運営するお絵かきコミュニケーションアプリ「pixiv Sketch」とコラボして、大石兵六夢物語の主人公・大石兵六を題材にした兵六餅のパッケージデザインコンテストを開催。多数の応募者から審査され選ばれた最優秀賞1作品と優秀賞5作品は、14粒入り限定版パッケージとして採用され、各6000個の数量限定商品として2020年（令和2年）3月下旬より全国販売され、賞品として各受賞者にAmazonギフト券のコードが贈呈された。

兵六餅には、よもぎ餅、きなこ餅、ラムネもち、ちょこもち、ボンタンアメ、さつまいもキャラメルをはじめ様々な姉妹品も存在する。

### パッケージ
村瀬義徳が「村瀬宜得」名義で手掛け、1929年（昭和4年）に巧藝社から刊行された『薩摩奇書 大石兵六夢物語』には、日本画家でもある村瀬が描いた彩色画の挿絵が掲載されており、この挿絵が兵六餅の箱に用いられていると大石兵六関連における研究の第一人者である国文学者・伊牟田經久なども指摘している通り、兵六餅のパッケージは4種類とも村瀬の挿絵を基にセイカ食品がアレンジして作成したデザインで、兵六餅のブランドサイト等に全23話で掲載されている大石兵六夢物語の簡略化された現代語訳やブランドサイトの背景にも、村瀬の挿絵が掲載されている。ちなみに、同書と同じ題材の彩色画と文章の色紙を横並びに繋げ絵巻物風にした『大石兵六夢物語絵巻』も制作されており、現在は鹿児島県立図書館やセイカ食品も所蔵しており、兵六餅の商品詳細サイトと兵六餅ブランドサイトにおける「物語の真意」の写真手前や、書籍『薩摩のドン・キホーテ』のカバーと各ページにも掲載されている。兵六餅のパッケージ表面には島津氏の家紋である丸に十文字を模した図柄に、菓子の「菓」という文字をデフォルメした図柄が重なったマークと、「登録商標」の文字が組み合わさったトレードマークの登録商標ロゴが、「南国名物 兵六餅」という文字の真上に表記され、その真下に書かれた「夢廼舎主人」のさらに下には、「謹製」と書かれた落款印がデザインされている。箱の裏面には「意匠登録」と表記されているが、1955年（昭和30年）に旧パッケージデザインが商標登録されて以降、パッケージデザインごと兵六餅という名称が商標登録されており、兵六餅は登録商標と意匠登録どちらとも行われている。

## 歴史
1931年（昭和6年）にセイカ食品の前身である鹿児島製菓から発売。兵六餅のルーツはボンタンアメと同じく、幕末の薩摩でもよく作られていたという朝鮮飴。2代目社長の玉川秀一郎が、これといった土産品が少なかった当時の鹿児島県において、郷土文学普及の一助になり、観光客や帰郷した方の土産話になればと考え、「大石兵六夢物語」にちなんで商品を創り、商品名も秀一郎が毛利正直の著作で鹿児島の郷土文学の中で最も愛読されている「大石兵六夢物語」にちなんで「このさわやかな薩摩男児の名をしのび、昔の人々の気持ちを今に伝えていこう」と考え名付け、物語の面白さを全国に広めるため、パッケージに兵六を印刷することを思いついた。箱に書かれている「夢廼舎主人（）」というのは、大の兵六ファンでもある秀一郎のペンネームである。なお、長年箱に描かれている浮世絵風のイラストは、化け物退治に向かう主人公の大石兵六であり、他にも特大サイズの箱や手さげ袋タイプに描かれているイラストを含め、全4種類のイラストがある。鹿児島製菓時代のパッケージには、ひょうろくもちでなく「へうろくもち」と振り仮名が振られていた。
戦時中から戦後には販売を中止していた兵六餅だが、原材料の統制も外されてきたため、兵六餅の容器を印刷して1949年（昭和24年）に販売を再開することにしたものの、当時は士気を鼓舞する遊びや映画なども禁じられている米軍政下で、再開するに当たりパッケージに描かれた絵が原因で進駐軍によって販売禁止を命じられては困るという不安があった。あらかじめ警察に行き、兵六餅の製造再開について署長に見解をうかがったところ、「腰に差している日本刀が問題だが、進駐軍も少しずつ緩和してきたので確かめたほうがよい」と言われる。販売再開を申請したい旨を署長が伝達してくれた、鹿児島市庁横の米軍政事務所に行って真剣な面持ちで容器を示し、通訳を通して奥の部屋にいる係官に「決して好戦的な内容でなく、ユーモアな内容の物語だ。当時の風俗として、昔の武士はみな刀を差している」と大石兵六夢物語の説明を伝えてもらったところ理解はしてもらえたが、進駐軍から今度は「刀はよろしい。しかしお尻丸出しの絵がよくないから、パンツを履かせることを条件に販売を許可する」と指摘され驚いたものの、その指摘には断固反対だった秀一郎は通訳に向かって「ふんどしは隠すべき所はちゃんと被せてある日本古来のジャパニーズパンツである。あなたも日本人ならわかるだろう。パンツでは格好がつかない。うまく説明してほしい」と必死に頼み込んで、再び奥の部屋へ説得しに行ってもらったところ、「よろしい、本官がいる間はよいということだ」という回答を伝えられて発売が許可され、晴れて店頭に並ぶことになった。長年にわたり販売されている歴史のある菓子は大概、パッケージデザインが何度か変更されるものだが、兵六餅については現在までほとんど変わっていない。
戦後は、都会に出た子供たちにと鹿児島の親たちがボンタンアメと共に送った。

## 広告
鹿児島テレビ（KTS）でサザエさんの放送直前に放送されている30秒アニメCM「セイカのおいしい昔話」において、「大石兵六夢物語の巻」が不定期で放送されており、30秒アニメCMのリニューアル前までは「セイカ劇場」という名称で「大石兵六夢物語」が不定期で放送されていた。このアニメにおける物語の結末はどちらも、狐を懲らしめるだけに留めている。YouTubeのセイカ食品公式チャンネル「なかよし時間」では、「セイカのおいしい昔話」や「セイカ劇場」をはじめとした、大石兵六夢物語の動画が公開されている。
鹿児島県と宮崎県において、かつては子供が兵六餅を食べる顔が代わるがわる写され「ときどき、ずっと、兵六餅」というナレーションで締めくくるCMなどが放送されていたが、2010年代からはボンタンアメのCMにおいて、最後にボンタンアメ、さつまいもキャラメル、むらさきいもソフトキャラメルと共に商品が表示されるだけになっている。
昭和までは様々なホーロー看板も各地に設置されていた。2018年（平成30年）からは、セイカ食品により鹿児島空港国内線2階出発ロビーのディスプレイにおいて、兵六餅と共に大石兵六、吉野の原の狐、茨城童子、重富一眼坊、抜け首、三つ眼の旧猿坊、闇間小坊主、ぬっぺっ坊、牛わく丸、山辺赤蟹、吉野の山姥、女狐のお菊が一堂に会する「大石兵六夢物語」の立体造形物に加え、ディスプレイ展示ケースの下部に第十三話「父に化けた狐にたぶらかされる話」において、兵六が狐を取り押さえる瞬間を描いた回転のぞき絵や「大石兵六夢物語」の簡単な短い解説が合わせて設置されている。他にも、鹿児島中央駅や都城駅や熊本駅などに設置されている、ボンタンアメと兵六餅のベンチ広告をはじめ、現在は、鹿児島県や宮崎県や熊本県の駅、鹿児島空港、天文館など、様々な場所に広告が設置されており、くるりが歌う「奇跡」のミュージック・ビデオでも、鹿児島中央駅に設置されている広告が確認できる。

## 関連商品
セイカ食品株式会社 ミニチュアチャームコレクション
セイカ食品が販売する商品のミニチュアチャームが、バンダイのカプセルトイであるガシャポンで2023年（令和5年）4月第3週からと同年10月第3週から、ボンタンアメ、パイナップルアメを含む計5種類で販売された。
セイカ食品株式会社 ミニチュアチャームコレクション2
セイカ食品の商品のミニチュアチャーム第2弾が、ガシャポンで2024年（令和6年）6月第2週から、ボンタンアメ、兵六餅、ラムネもちを含む計7種類で販売された。